# Vladimír Hubáček
Vladimír Hubáček, né le 28 août 1932 à Nechanice et mort le 2 septembre 2021, est un pilote automobile tchécoslovaque de rallyes et sur circuits.

## Biographie
Sa carrière en compétition automobile s'étale du milieu des années 1960 à celui des années 1970. 
Il participe ainsi durant trois saisons au championnat polonais de Formule 3 à partir de 1966 (2e saison d'existence), tout en étant affilié au club du Dukla Prague (sur Melkus-Wartburg, puis Škoda F3-Škoda, et enfin Lotus 41C-Ford).
Après avoir conduit sur Renault 8 Gordini à la fin des années 1960, il bâtit ses principaux succès sur Alpine A110 entre 1971 et 1976, dominant durant la première moitié des années 1970 le monde des rallyes de son pays.
Ses principaux copilotes sont Štěpán Hrdina, Vojtěch Rieger, puis Stanislav Minařík.

## Titres et victoires en championnat polonais de F3
- Double Champion de Pologne, en 1968 et 1969;
  - Victoires à Budapest (1966), Brno (1967), Harifov (Russie - 1969), et Minsk (Russie - 1969);

## Principales victoires en rallyes
- Rallye de Tchéquie (Barum): 1972 (2e édition, copilote V.Rieger), puis 1973 et 1975 (copilote S.Minařík);
- Rallye Škoda: 1974 et 1975;
- Rallye Mogul Šumava: 1976.